# كينيث فالكونر
كينيث فالكونر (بالإنجليزية: Kenneth Falconer)‏ هو أستاذ جامعي ورياضياتي بريطاني، ولد في 25 يناير 1952 في قصر هامبتون كورت في المملكة المتحدة.